# Пойма річки Берда з Солодким лиманом
Пойма річки Берда з Солодким лиманом — колишній об'єкт природно-заповідного фонду Запорізької області, комплексна пам'ятка природи місцевого значення.
Пам'ятка природи була оголошена рішенням Запорізької обласної ради № 135 від 25.09.1984 року. Об'єкт займав 25 га у Бердянському районі Запорізької області, в 2 км від міста Бердянськ, по правому берегу річки Берда.
25 грудня 2001 року Запорізька обласна рада ухвалила рішення № 5 «Про внесення змін і доповнень до природно-заповідного фонду області», яким були ліквідовані два об'єкти ПЗФ.
Скасування статусу відбулось у зв'язку із входженням території заказника місцевого значення до однойменного заказника загальнодержавного значення «Заплава річки Берда» більшої площі, що оголошений Указом Президента України № 750/94 від 10.12.1994 року.